# Silke Schott
Silke Schott (*  14. Juli 1965 in Meißen, heute Silke Janotta) ist eine ehemalige deutsche Volleyballspielerin.

## Volleyball-Karriere
Silke Schott war vielfache DDR-Nationalspielerin und wurde 1983 Europameisterin. Sie begann mit dem Volleyball in ihrer Heimatstadt Meißen und spielte seit 1978 für den SC Dynamo Berlin, mit dem sie mehrfach DDR-Meister und FDGB-Pokalsieger wurde. Außerdem gewann sie mit Dynamo Berlin 1984 und 1985 den Europapokal der Pokalsieger.

## Privates
Silke Janotta ist verheiratet und wohnt in Winningen bei Koblenz.
| Personendaten    | Personendaten                |
| ---------------- | ---------------------------- |
| NAME             | Schott, Silke                |
| ALTERNATIVNAMEN  | Janotta, Silke (Ehename)     |
| KURZBESCHREIBUNG | deutsche Volleyballspielerin |
| GEBURTSDATUM     | 14. Juli 1965                |
| GEBURTSORT       | Meißen, DDR                  |